# 주촌초등학교
주촌초등학교는 대한민국 경상남도 김해시 주촌면 천곡리에 있는 공립 초등학교이다.

## 학교 연혁
- 1931년 9월 21일 주촌공립보통학교 개교
- 1934년 3월 24일 제1회 졸업식 80명
- 1938년 4월 1일 주촌공립심상소학교로 개칭[1]
- 1941년 4월 1일 주촌공립국민학교로 개칭[2]
- 1946년 3월 1일 주촌국민학교로 개칭
- 1981년 3월 1일 병설유치원 개설
- 1996년 3월 1일 주촌초등학교로 교명 변경[3]
- 2019년 3월 1일 통합 이설 개교(주촌초, 주동초)(천곡로15번길 13으로 이전)
- 2022년 9월 1일 제33대 이창두 교장 부임
- 2023년 3월 1일 인공지능(AI) 교육 선도학교 운영
- 2024년 1월 2일 제90회 졸업식 (총 6,348명)
- 2024년 3월 1일 진주교육대학교 지정 교육실습 협력학교 운영

## 이전 이후
통합 이전 이후, 옛 주촌초등학교 자리에는 2019년 김해지혜의바다 도서관이 개관했다.

## 학교 상징
- 교화 : 목련 - 우리 학교의 교화 목련의 꽃말은 숭고한 정신, 우애, 사모를 뜻한다고 한다.
- 교목 : 느티나무 - 크고 넓게 자라는 느티나무는 큰 기상을 나타내며 억센 줄기는 강인한 의지를, 고루 퍼진 가지는 조화된 질서를, 단정한 잎들은 예의를 뜻한다.

## 참고 자료
- 주촌초등학교 - 한국교육학술정보원 학교알리미